# Sojuz MS-14
Sojuz MS-14 je ruská kosmická loď řady Sojuz. Start se uskutečnil 22. srpna 2019 v 03:38 UTC. Nosná raketa Sojuz 2.1a úspěšně odstartovala z kosmodromu Bajkonur k Mezinárodní vesmírné stanici (ISS).
Kosmická loď se připojila k dokovacímu portu modulu Zvezda 27. srpna v 03:08 UTC.
Jedná se o testovací let bez posádky určený k certifikaci nosiče Sojuz 2.1a pro mise s posádkou. 

## Popis mise
Jde o první let kosmické lodi Sojuz na raketě Sojuz 2.1a. Bezpilotní mise k certifikaci nosiče umožní zkontrolovat všechny systémy během startu v reálných podmínkách. Otestuje se interakce digitálního řídicího systému modernějšího nosiče Sojuz 2 s analogovým záchranným systémem lodi.
Let bez posádky také umožní vynést větší množství nákladu na stanici ISS, protože v lodi nebudou přítomny některé komponenty nezbytné pro podporu života posádky.
Na stanici ISS bude kosmickou lodí doručen humanoidní robot Skybot F-850 vytvořený společností Android Technique a Advanced Research Foundation. Robot bude na stanici pobývat po dobu dvou týdnů pod kontrolou kosmonauta Alexandra Skvorcova, který s nim má vykonávat několik úkolů. Na Zemi se vrátí na začátku září.

## Let

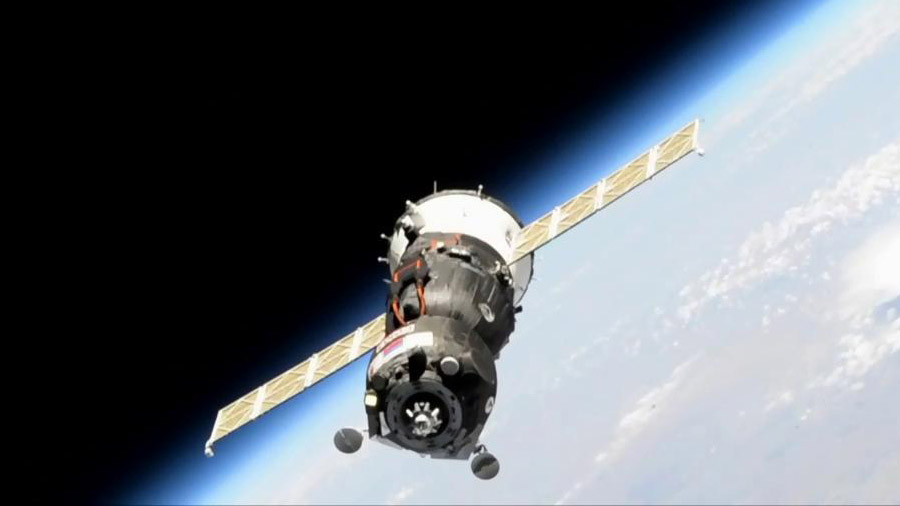
Nepilotovaný Sojuz se přibližuje ke stanici ISS

Dvoudenní let kosmické lodi k Mezinárodní vesmírné stanici probíhal normálně. Podle plánu se měla loď připojit k dokovacímu portu modulu Poisk 24. srpna v 5:30 UTC. Sbližování se stanicí však selhalo z důvodu vadného zesilovače naváděcího systému KURS na modulu Poisk. Kosmická loď se přiblížila na vzdálenost asi 100 metrů od stanice, zůstala stát a automatická dokovací operace byla přerušena. Následně byl Sojuz oddálen do bezpečné vzdálenosti a pokračoval ve společném letu. Protože byl Sojuz poslán v bezpilotním režimu, nebylo možné jej ke stanici připojit jiným než automatickým způsobem. Systém TORU, kterým je možné řídit nákladní lodě Progress ze stanice ISS, není na Sojuzech instalován. Nejdříve se uvažovalo o výměně vadného staničního zesilovače KURS, ale nakonec bylo rozhodnuto o přeparkování lodi Sojuz MS-13 z dokovacího portu modulu Zvezda na modul Poisk a uvolnit tak místo pro nepilotovaný Sojuz MS-14.
6. září v 18:14 UTC se kosmická loď Sojuz MS-14 s robotem Skybot F-850 na palubě úspěšně odpojila od modulu Zvezda a v autonomním letu se vydala na sestup z oběžné dráhy.
Návratový modul lodi bezpečně přistál v Kazachstánu v čase 21:32 UTC.